# ДС-МО
ДС-МО (Днепропетровский спутник—Оптический), известный также как «Космическая стрела» — тип экспериментального космического аппарата научного назначения, разработанный в ОКБ-586 (ныне КБ «Южное»). Предназначался для исследования физических процессов в атмосфере и определения атмосферных параметров, необходимых при решении задач метеорологии, океанологии и изучения природных ресурсов Земли. Стал первым в мире искусственным спутником Земли с системой аэродинамической ориентации и аэрогироскопической стабилизации.

## Назначение
Научными задачами КА являлись:
- исследование изменений радиационного баланса Земли и её атмосферы в видимой, ближней ультрафиолетовой и инфракрасной областях спектра
- получение изображений облачного покрова Земли и подстилающей поверхности с целью определения параметров состояний атмосферы и облачного покрова
- определение температуры подстилающей поверхности Земли
- определение высоты верхней границы облаков
- получение карты распределения озона и водяного пара в атмосфере.

Важной технологической задачей аппарата являлось испытание и анализ работы систем и конструкций аэродинамической ориентации и аэрогироскопической стабилизации.
Постановщиком экспериментов стал Институт физики Земли (ныне Институт физики Земли им. О. И. Шмидта).

## Техническое описание
Космический аппарат по конструкции и составу служебных систем был совершенно отличен от запускаемых ранее научных аппаратов ДС-1, ДС-МГ и ДС-МТ. Корпус имел размеры 6,5 м в длину и 1,2 м в диаметре, был герметичен и заполнен азотом. Передняя и задняя часть спутника представляют собой части сферы, средняя часть — сварную цилиндрическую обечайку с усечённым конусом. Это позволило разместить необходимое количество химических батарей при минимальной длине корпуса, увеличить поверхность радиаторов системы терморегулирования и облегчить решение задачи по обеспечению аэродинамической устойчивости космического аппарата. На наружной поверхности корпуса находились специальные кронштейны и фланцы для крепления приборов и датчиков, герметичные штепсельные разъемы, иллюминатор объектива телевизионной аппаратуры, антенно-фидерные устройства радиотехнических систем.
В верхней части корпуса находился один из телефотометров, который сканировал плоскость земной поверхности, перпендикулярную траектории полета. Другой телефотометр был установлен на левой стороне цилиндрической части корпуса и сканировал Землю вдоль траектории полета. Телевизионная система была размещена в передней части корпуса, а её оптическая ось была направлена параллельно надиру. Приборы измерения радиации находились на нижней и верхней части корпуса, из-за чего нижний датчика прибора всегда смотрел в надир, верхний — в зенит. Полученные данные передавались на Землю на частоте 90 МГц с помощью антенны, установленной на верхней части космического аппарата.
Для выполнения программы научных исследований предусматривалась ориентация космического аппарата на Землю и по вектору скорости. Впервые в мировой практике на ДС-МО был реализован принцип аэрогироскопической стабилизации. Система ориентации состояла из аэродинамического стабилизатора в форме «юбки» и гироскопических демпферов. Стабилизатор крепился к наружной поверхности корпуса аппарата с помощью четырёх выдвижных штанг и выполнял по отношению к нему роль подобно оперению стрелы. Это привело к появлению восстанавливающих моментов по тангажу и рысканию, стремящихся совместить продольную ось аппарата с вектором скорости набегающего потока. Расчётная и практическая точность системы ориентации по показаниям приборов контроля ориентации оказалась не хуже 5° по всем трём осям. Данная система ориентации позволяла сопоставлять полученные данные с географическим положением с точностью от 10 до 15 км.
Бортовой служебный комплекс был укомплектован следующей серийной аппаратурой:
- система радиоконтроля орбиты «Краб-АЗ»
- радиотелеметрическая система «Трал-П2-41»
- аппаратура командной радиолинии БКРЛ-Б.

Научный комплекс космического аппарата включал в себя:
- телевизионная аппаратура «Топаз-25-М» — съёмка и передачи телеизображения на наземные пункты
- актинометрическая аппаратура «Актин-1» в составе:

 — телефотометры ТФ-3А и ТФ-3Б — измерение углового распределения энергетической яркости уходящей коротковолновой радиации в видимом, ближнем УФ и инфракрасном частях спектра;
 — спектроанализатор СА-2 — измерение длинноволновой радиации Земли в спектральном диапазоне 8-12 мкм;
 — приборы РБ-21 и РВ-2П — измерение отраженной солнечной радиации и собственного излучения Земли и атмосферы;
 — манометр РИМ-901 — измерение и анализ потока нейтральных молекул (на космическом аппарате № 2).

## История запусков
Был произведён запуск двух космических аппаратов типа ДС-МО с полигона Капустин Яр. У спутника ДС-МО № 1 («Космос-149») сразу после запуска начались проблемы со стабилизацией, из-за чего спутник перешёл в небольшое вращение вокруг продольной оси, поэтому качество и количество данных было ограниченно. Вторая миссия ДС-МО № 1 («Космос-320») была полностью успешна и аппарат выполнил все поставленные перед ним задачи.
| № | Обозначение | Дата запуска | Межд. обознач. | Ракета-носитель | Параметры орбиты | Параметры орбиты | Параметры орбиты | Сведён с орбиты/разрушен |
| № | Обозначение | Дата запуска | Межд. обознач. | Ракета-носитель | Перигей, км      | Апогей, км       | Наклонение,°     | Сведён с орбиты/разрушен |
| - | ----------- | ------------ | -------------- | --------------- | ---------------- | ---------------- | ---------------- | ------------------------ |
| 1 | Космос-149  | 21.03.1967   | 1967-024A      | Космос-2        | 248,0            | 297,0            | 48,4             | 08.04.1967               |
| 2 | Космос-320  | 16.01.1970   | 1970-005A      | Космос-2        | 240,0            | 342,0            | 48,5             | 10.02.1970               |

## Результаты исследований
В результате экспериментов была выполнена комплексная программа по изучению отраженной от Земли солнечной радиации в видимом, ультрафиолетовом и инфракрасном частях спектра, а также собственного излучения Земли в инфракрасном диапазоне. Были разработаны методы определения некоторых параметров атмосферы, облачного покрова и земной поверхности, которые были рекомендованы для практического применения в метеорологии. Успешно отработана аэродинамической ориентации и аэрогироскопической стабилизации. Также впервые приём телеметрической информации, в частности, телевизионного изображения Земли, передаваемой со спутника аппаратурой «Топаз-25-М», осуществлялся непосредственно в ОКБ-586 в специально созданной для этих целей лаборатории.